# Sansevieria arborescens
Sansevieria arborescens är en sparrisväxtart som beskrevs av Marie Maxime Cornu, Joseph Gérôme och Labroy. Sansevieria arborescens ingår i släktet bajonettliljor, och familjen sparrisväxter. Inga underarter finns listade i Catalogue of Life.

## Bildgalleri

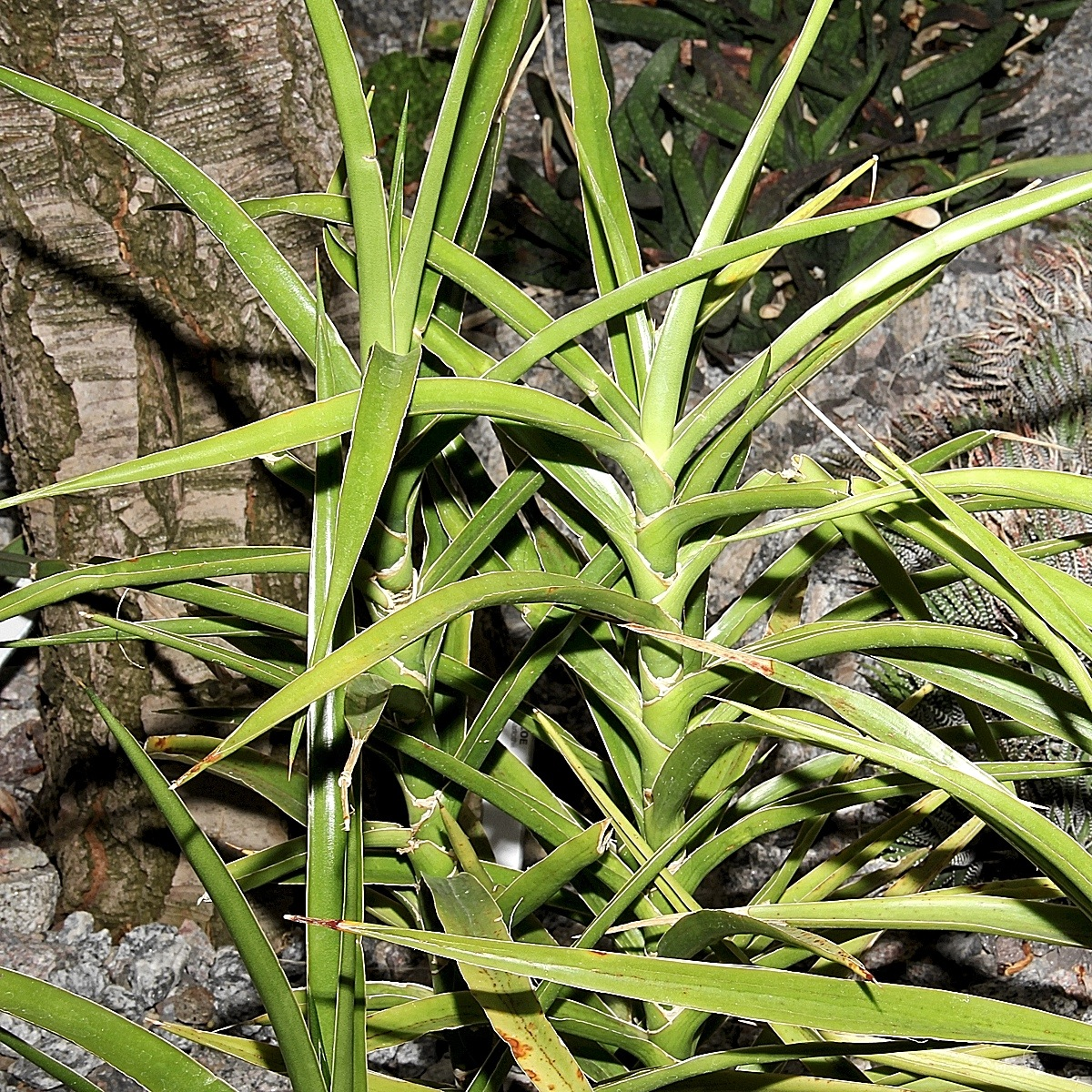